# شيخ تيديان سار
شيخ تيديان سار (بالدنماركية: Cheikh Sarr)‏ هو لاعب كرة قدم دنماركي في مركز الدفاع، ولد في 15 مارس 1987 في كوبنهاغن في الدنمارك. شارك مع منتخب الدنمارك تحت 19 سنة لكرة القدم. أما مع النوادي، فقد لعب مع آرهوس جمناستيك فورينينغ ونادي لينغبي ونادي هاماربي.

## وصلات خارجية
- شيخ تيديان سار على موقع قاعدة بيانات كرة القدم.إي يو (الإنجليزية)
- شيخ تيديان سار على موقع Soccerway.com (الإنجليزية)